# Клапхольц
Клапхольц (нем. Klappholz) — община в Германии, в земле Шлезвиг-Гольштейн. 
Входит в состав района Шлезвиг-Фленсбург. Подчиняется управлению Зюдангельн.  Население составляет 525 человек (на 31 декабря 2010 года). Занимает площадь 8,22 км².